# Tour Down Under 2013
Santos Tour Down Under 2013 var den 15. udgave af det australske cykelløb Tour Down Under. Løbet blev afholdt over seks etaper fra den 22. januar til 27. januar 2013. Det var det første ud af 29 løb i UCI World Tour 2013.
Løbet blev vundet af hollænderen Tom-Jelte Slagter fra Blanco Pro Cycling, hvilket var han største triumf i karrieren.

## Deltagende hold
På grund af at Tour Down Under er en del af UCI World Tour, er alle 18 UCI ProTour-hold automatisk inviteret og forpligtet til at sende et hold. Sammen med et hold sammensat af australske pro og amatør-ryttere der kører under navnet UniSA-Australia, bliver der i alt 133 ryttere i feltet med syv på hvert hold.
| UCI ProTour-hold: - Ag2r-La Mondiale (ALM) - Argos-Shimano (ARG) - Astana Pro Team (AST) - Belkin Pro Cycling (BEL) - BMC Racing Team (BMC) - Cannondale (CAN) - Euskaltel-Euskadi (EUS) - FDJ (FDJ) - Garmin-Sharp (GRM) | 0 - Lampre-Merida (LAM) - Lotto-Belisol (LTB) - Movistar Team (MOV) - Omega Pharma-Quick Step (OPQ) - Orica-GreenEDGE (OGE) - RadioShack-Leopard (RLT) - Team Saxo-Tinkoff (SAX) - Team Sky (SKY) - Vacansoleil-DCM (VCD) - Team Katusha (KAT) | Wildcards: - UniSA-Australia |

## Etaper
| Etape    | Dato       | Start        | Mål       | Km    | Type          | Type    | Etapevinder       | Den orange trøje  |
| -------- | ---------- | ------------ | --------- | ----- | ------------- | ------- | ----------------- | ----------------- |
| 1. etape | 22. januar | Prospect     | Lobethal  | 149   | Flad etape    | Flad    | André Greipel     | André Greipel     |
| 2. etape | 23. januar | Mount Barker | Rostrevor | 116,5 | Flad etape    | Flad    | Geraint Thomas    | Geraint Thomas    |
| 3. etape | 24. januar | Unley        | Stirling  | 139   | Flad etape    | Flad    | Tom-Jelte Slagter | Geraint Thomas    |
| 4. etape | 25. januar | Modbury      | Tanunda   | 126,5 | Flad etape    | Flad    | André Greipel     | Geraint Thomas    |
| 5. etape | 26. januar | McLaren Vale | Willunga  | 151,5 | Kuperet etape | Kuperet | Simon Gerrans     | Tom-Jelte Slagter |
| 6. etape | 27. januar | Adelaide     | Adelaide  | 90    | Flad etape    | Flad    | André Greipel     | Tom-Jelte Slagter |

### 1. etape
22. januar 2013 — Prospect til Lobethal, 135 km.
|    | Rytter                     | Hold               | Tid     |
| -- | -------------------------- | ------------------ | ------- |
| 1  | André Greipel (GER)        | Lotto-Belisol      | 3:35.24 |
| 2  | Arnaud Démare (FRA)        | FDJ                | s.t.    |
| 3  | Mark Renshaw (AUS)         | Blanco Pro Cycling | s.t.    |
| 4  | Simone Ponzi (ITA)         | Astana Pro Team    | s.t.    |
| 5  | Steele Von Hoff (AUS)      | Garmin-Sharp       | s.t.    |
| 6  | Roberto Ferrari (ITA)      | Lampre-Merida      | s.t.    |
| 7  | Daniele Pietropolli (ITA)  | Lampre-Merida      | s.t.    |
| 8  | Edvald Boasson Hagen (NOR) | Team Sky           | s.t.    |
| 9  | José Joaquín Rojas (SPA)   | Movistar Team      | s.t.    |
| 10 | Zak Dempster (AUS)         | UniSA-Australia    | s.t.    |

|    | Rytter                   | Hold                    | Tid     |
| -- | ------------------------ | ----------------------- | ------- |
| 1  | André Greipel (TYS)      | Lotto-Belisol           | 3:35.14 |
| 2  | Arnaud Démare (FRA)      | FDJ                     | + 4"    |
| 3  | Mark Renshaw (AUS)       | Blanco Pro Cycling      | + 6"    |
| 4  | Simon Gerrans (AUS)      | Orica-GreenEDGE         | + 7"    |
| 5  | Philippe Gilbert (BEL)   | BMC Racing Team         | + 7"    |
| 6  | Jérôme Pineau (FRA)      | Omega Pharma-Quick Step | + 8"    |
| 7  | Thomas De Gendt (BEL)    | Vacansoleil-DCM         | + 8"    |
| 8  | Simone Ponzi (ITA)       | Astana Pro Team         | + 9"    |
| 9  | José Joaquín Rojas (SPA) | Movistar Team           | + 9"    |
| 10 | Steele Von Hoff (AUS)    | Garmin-Sharp            | + 10"   |

### 2. etape
23. januar 2013 — Mount Barker til Rostrevor, 116 km}
|    | Rytter                    | Hold               | Tid     |
| -- | ------------------------- | ------------------ | ------- |
| 1  | Geraint Thomas (GBR)      | Team Sky           | 2:44.18 |
| 2  | Javier Moreno (ESP)       | Movistar Team      | + 1"    |
| 3  | Ben Hermans (BEL)         | RadioShack-Leopard | + 1"    |
| 4  | Tom-Jelte Slagter (NED)   | Blanco Pro Cycling | + 4"    |
| 5  | Tim Wellens (BEL)         | Lotto-Belisol      | + 4"    |
| 6  | Daniele Pietropolli (ITA) | Lampre-Merida      | + 4"    |
| 7  | Jack Bauer (NZL)          | Garmin-Sharp       | + 4"    |
| 8  | Wilco Kelderman (NED)     | Blanco Pro Cycling | + 4"    |
| 9  | Jon Izagirre (ESP)        | Euskaltel-Euskadi  | + 4"    |
| 10 | George Bennett (NZL)      | RadioShack-Leopard | + 4"    |

|    | Rytter                    | Hold               | Tid     |
| -- | ------------------------- | ------------------ | ------- |
| 1  | Geraint Thomas (GBR)      | Team Sky           | 6:19.32 |
| 2  | Javier Moreno (ESP)       | Movistar Team      | + 5"    |
| 3  | Ben Hermans (BEL)         | RadioShack-Leopard | + 7"    |
| 4  | Daniele Pietropolli (ITA) | Lampre-Merida      | + 14"   |
| 5  | Tom-Jelte Slagter (NED)   | Blanco Pro Cycling | + 14"   |
| 6  | Jon Izagirre (SPA)        | Euskaltel-Euskadi  | + 14"   |
| 7  | Gorka Izagirre (SPA)      | Euskaltel-Euskadi  | + 14"   |
| 8  | Tim Wellens (BEL)         | Lotto-Belisol      | + 14"   |
| 9  | Jack Bauer (NZL)          | Garmin-Sharp       | + 14"   |
| 10 | Tiago Machado (POR)       | RadioShack-Leopard | + 14"   |

### 3. etape
24. januar 2013 — Unley til Stirling, 139 km
|    | Rytter                    | Hold               | Tid     |
| -- | ------------------------- | ------------------ | ------- |
| 1  | Tom-Jelte Slagter (NED)   | Blanco Pro Cycling | 3:36.46 |
| 2  | Matthew Goss (AUS)        | Orica-GreenEDGE    | s.t.    |
| 3  | Philippe Gilbert (BEL)    | BMC Racing Team    | s.t.    |
| 4  | Geraint Thomas (GBR)      | Team Sky           | s.t.    |
| 5  | Giovanni Visconti (ITA)   | Movistar Team      | s.t.    |
| 6  | Javier Moreno (ESP)       | Movistar Team      | s.t.    |
| 7  | Simone Ponzi (ITA)        | Astana Pro Team    | s.t.    |
| 8  | Daniele Pietropolli (ITA) | Lampre-Merida      | s.t.    |
| 9  | Ivan Santaromita (ITA)    | BMC Racing Team    | s.t.    |
| 10 | Gorka Izagirre (ESP)      | Euskaltel-Euskadi  | s.t.    |

|    | Rytter                    | Hold               | Tid     |
| -- | ------------------------- | ------------------ | ------- |
| 1  | Geraint Thomas (GBR)      | Team Sky           | 9:56.17 |
| 2  | Tom-Jelte Slagter (NED)   | Blanco Pro Cycling | + 5"    |
| 3  | Javier Moreno (ESP)       | Movistar Team      | + 6"    |
| 4  | Ben Hermans (BEL)         | RadioShack-Leopard | + 8"    |
| 5  | Daniele Pietropolli (ITA) | Lampre-Merida      | + 15"   |
| 6  | Jon Izagirre (ESP)        | Euskaltel-Euskadi  | + 15"   |
| 7  | Gorka Izagirre (ESP)      | Euskaltel-Euskadi  | + 15"   |
| 8  | George Bennett (NZL)      | RadioShack-Leopard | + 15"   |
| 9  | Jack Bauer (NZL)          | Garmin-Sharp       | + 15"   |
| 10 | Wilco Kelderman (NED)     | Blanco Pro Cycling | + 15"   |

### 4. etape
25. januar 2013 — Modbury til Tanunda, 126.5 km
|    | Rytter                  | Hold                    | Tid     |
| -- | ----------------------- | ----------------------- | ------- |
| 1  | André Greipel (GER)     | Lotto-Belisol           | 3:02.52 |
| 2  | Roberto Ferrari (ITA)   | Lampre-Merida           | s.t.    |
| 3  | Jonathan Cantwell (AUS) | Team Saxo-Tinkoff       | s.t.    |
| 4  | Andrew Fenn (GBR)       | Omega Pharma-Quick Step | s.t.    |
| 5  | Barry Markus (NED)      | Vacansoleil-DCM         | s.t.    |
| 6  | Marcel Kittel (GER)     | Argos-Shimano           | s.t.    |
| 7  | Mark Renshaw (AUS)      | Blanco Pro Cycling      | s.t.    |
| 8  | Kenny van Hummel (NED)  | Vacansoleil-DCM         | s.t.    |
| 9  | Arnaud Démare (FRA)     | FDJ                     | s.t.    |
| 10 | Klaas Lodewyck (BEL)    | BMC Racing Team         | s.t.    |

|    | Rytter                  | Hold               | Tid      |
| -- | ----------------------- | ------------------ | -------- |
| 1  | Geraint Thomas (GBR)    | Team Sky           | 12:59.09 |
| 2  | Tom-Jelte Slagter (NED) | Blanco Pro Cycling | + 5"     |
| 3  | Javier Moreno (ESP)     | Movistar Team      | + 6"     |
| 4  | Ben Hermans (BEL)       | RadioShack-Leopard | + 8"     |
| 5  | Gorka Izagirre (ESP)    | Euskaltel-Euskadi  | + 15"    |
| 6  | Jon Izagirre (ESP)      | Euskaltel-Euskadi  | + 15"    |
| 7  | Jack Bauer (NZL)        | Garmin-Sharp       | + 15"    |
| 8  | Tiago Machado (POR)     | RadioShack-Leopard | + 15"    |
| 9  | Adam Hansen (AUS)       | Lotto-Belisol      | + 15"    |
| 10 | George Bennett (NZL)    | RadioShack-Leopard | + 15"    |

### 5. etape
26. januar 2013 — McLaren Vale to Old Willunga Hill, 151,5 km
|    | Rytter                    | Hold               | Tid     |
| -- | ------------------------- | ------------------ | ------- |
| 1  | Simon Gerrans (AUS)       | Orica-GreenEDGE    | 3:36.25 |
| 2  | Tom-Jelte Slagter (NED)   | Blanco Pro Cycling | s.t.    |
| 3  | Javier Moreno (ESP)       | Movistar Team      | + 10"   |
| 4  | Jon Izagirre (ESP)        | Euskaltel-Euskadi  | + 12"   |
| 5  | Tiago Machado (POR)       | RadioShack-Leopard | + 13"   |
| 6  | Wilco Kelderman (NED)     | Blanco Pro Cycling | + 16"   |
| 7  | Gorka Izagirre (ESP)      | Euskaltel-Euskadi  | + 16"   |
| 8  | Rafael Valls (ESP)        | Vacansoleil-DCM    | + 16"   |
| 9  | Daniele Pietropolli (ITA) | Lampre-Merida      | + 16"   |
| 10 | Ben Hermans (BEL)         | RadioShack-Leopard | + 16"   |

|    | Rytter                    | Hold               | Tid      |
| -- | ------------------------- | ------------------ | -------- |
| 1  | Tom-Jelte Slagter (NED)   | Blanco Pro Cycling | 16:35.33 |
| 2  | Javier Moreno (SPA)       | Movistar Team      | + 13"    |
| 3  | Ben Hermans (BEL)         | RadioShack-Leopard | + 25"    |
| 4  | Jon Izagirre (ESP)        | Euskaltel-Euskadi  | + 28"    |
| 5  | Geraint Thomas (GBR)      | Team Sky           | + 29"    |
| 6  | Tiago Machado (POR)       | RadioShack-Leopard | + 29"    |
| 7  | Gorka Izagirre (SPA)      | Euskaltel-Euskadi  | + 32"    |
| 8  | Daniele Pietropolli (ITA) | Lampre-Merida      | + 32"    |
| 9  | Wilco Kelderman (NED)     | Blanco Pro Cycling | + 32"    |
| 10 | Jussi Veikkanen (FIN)     | FDJ                | + 37"    |

### 6. etape
27. januar 2013 — Adelaide (criterium), 90 km
|    | Rytter                     | Hold               | Tid      |
| -- | -------------------------- | ------------------ | -------- |
| 1  | André Greipel (TYS)        | Lotto-Belisol      | 1:52.59. |
| 2  | Mark Renshaw (AUS)         | Blanco Pro Cycling | s.t.     |
| 3  | Edvald Boasson Hagen (NOR) | Team Sky           | s.t.     |
| 4  | Matthew Goss (AUS)         | Orica-GreenEDGE    | s.t.     |
| 5  | Tyler Farrar (USA)         | Garmin-Sharp       | s.t.     |
| 6  | Geraint Thomas (GBR)       | Team Sky           | s.t.     |
| 7  | Klaas Lodewyck (BEL)       | BMC Racing Team    | s.t.     |
| 8  | Barry Markus (NED)         | Vacansoleil-DCM    | s.t.     |
| 9  | Yauheni Hutarovich (BLR)   | Ag2r-La Mondiale   | s.t.     |
| 10 | Kenny van Hummel (NED)     | Vacansoleil-DCM    | s.t.     |

|    | Rytter                    | Hold               | Tid      |
| -- | ------------------------- | ------------------ | -------- |
| 1  | Tom-Jelte Slagter (NED)   | Blanco Pro Cycling | 18:28.32 |
| 2  | Javier Moreno (SPA)       | Movistar Team      | + 17"    |
| 3  | Geraint Thomas (GBR)      | Team Sky           | + 25"    |
| 4  | Jon Izagirre (SPA)        | Euskaltel-Euskadi  | + 32"    |
| 5  | Ben Hermans (BEL)         | RadioShack-Leopard | + 34"    |
| 6  | Wilco Kelderman (NED)     | Blanco Pro Cycling | + 34"    |
| 7  | Gorka Izagirre (SPA)      | Euskaltel-Euskadi  | + 36"    |
| 8  | Daniele Pietropolli (ITA) | Lampre-Merida      | + 36"    |
| 9  | Tiago Machado (POR)       | RadioShack-Leopard | + 38"    |
| 10 | Jussi Veikkanen (FIN)     | FDJ                | + 41"    |

## Slutstillinger

### Individuelt klassement
|    | Rytter              | Land           | Hold               | Tid      |
| -- | ------------------- | -------------- | ------------------ | -------- |
| 1  | Tom-Jelte Slagter   | Holland        | Blanco Pro Cycling | 18:28.32 |
| 2  | Javier Moreno       | Spanien        | Movistar Team      | +17      |
| 3  | Geraint Thomas      | Storbritannien | Team Sky           | +25      |
| 4  | Ion Izagirre        | Spanien        | Euskaltel-Euskadi  | +32      |
| 5  | Ben Hermans         | Belgien        | RadioShack-Leopard | +34      |
| 6  | Wilco Kelderman     | Holland        | Blanco Pro Cycling | s.t      |
| 7  | Gorka Izagirre      | Spanien        | Euskaltel-Euskadi  | +36      |
| 8  | Daniele Pietropolli | Italien        | Lampre-Merida      | s.t      |
| 9  | Tiago Machado       | Portugal       | RadioShack-Leopard | +38      |
| 10 | Jussi Veikkanen     | Finland        | FDJ                | +41      |
| 11 | Jack Bauer          | New Zealand    | Garmin-Sharp       | +45      |
| 12 | Rafael Valls        | Spanien        | Vacansoleil-DCM    | +53      |
| 13 | Kenny Elissonde     | Frankrig       | FDJ                | +54      |
| 14 | José Joaquín Rojas  | Spanien        | Movistar Team      | +57      |
| 15 | George Bennett      | New Zealand    | RadioShack-Leopard | +1.02    |

### Trøjer
|   | Rytter               | Hold               | Point |
| - | -------------------- | ------------------ | ----- |
| 1 | Geraint Thomas (GBR) | Team Sky           | 46    |
| 2 | André Greipel (TYS)  | Lotto-Belisol      | 45    |
| 3 | Tom Slagter (HOL)    | Blanco Pro Cycling | 41    |

|   | Rytter               | Hold               | Point |
| - | -------------------- | ------------------ | ----- |
| 1 | Javier Moreno (SPA)  | Movistar Team      | 22    |
| 2 | Jack Bobridge (AUS)  | Blanco Pro Cycling | 20    |
| 3 | Geraint Thomas (GBR) | Team Sky           | 16    |

|   | Rytter                  | Hold               | Tid      |
| - | ----------------------- | ------------------ | -------- |
| 1 | Tom-Jelte Slagter (HOL) | Blanco Pro Cycling | 18:28.32 |
| 2 | Ion Izagirre (SPA)      | Euskaltel-Euskadi  | +32      |
| 3 | Wilco Kelderman (HOL)   | Blanco Pro Cycling | +34      |

|   | Hold               | Land       | Tid      |
| - | ------------------ | ---------- | -------- |
| 1 | RadioShack-Leopard | Luxembourg | 55:27.54 |
| 2 | Movistar Team      | Spanien    | +1.09    |
| 3 | Lotto-Belisol      | Belgien    | +4.00    |

#### Trøjernes fordeling gennem løbet
| Etape  | Etapevinder       | Orange førertrøje Samlet klassement | Blå sprinttrøje Sprintkonkurrencen | Hvide bjergtrøje Bjergkonkurrencen | Sorte ungdomstrøje Ungdomskonkurrencen | Holdkonkurrence    | Angrebskonkurrence               |
| ------ | ----------------- | ----------------------------------- | ---------------------------------- | ---------------------------------- | -------------------------------------- | ------------------ | -------------------------------- |
| 1      | André Greipel     | André Greipel                       | André Greipel                      | Jordan Kerby                       | Arnaud Démare                          | Lampre-Merida      | Jordan Kerby                     |
| 2      | Geraint Thomas    | Geraint Thomas                      | Daniele Pietropolli                | Geraint Thomas                     | Tom-Jelte Slagter                      | RadioShack-Leopard | Christopher Juul-Jensen          |
| 3      | Tom-Jelte Slagter | Geraint Thomas                      | Geraint Thomas                     | Geraint Thomas                     | Tom-Jelte Slagter                      | RadioShack-Leopard | Simon Clarke                     |
| 4      | André Greipel     | Geraint Thomas                      | André Greipel                      | Jack Bobridge                      | Tom-Jelte Slagter                      | RadioShack-Leopard | Philippe Gilbert / Damien Howson |
| 5      | Simon Gerrans     | Tom-Jelte Slagter                   | Tom-Jelte Slagter                  | Javier Moreno                      | Tom-Jelte Slagter                      | RadioShack-Leopard | Thomas De Gendt                  |
| 6      | André Greipel     | Tom-Jelte Slagter                   | Geraint Thomas                     | Javier Moreno                      | Tom-Jelte Slagter                      | RadioShack-Leopard | Geraint Thomas                   |
| Samlet | Samlet            | Tom-Jelte Slagter                   | Geraint Thomas                     | Javier Moreno                      | Tom-Jelte Slagter                      | RadioShack-Leopard | Geraint Thomas                   |

### UCI World Tour
Tour Down Under er i kategori 3 på UCI World Tour 2013 og giver følgende point til det samlede års resultat:
| Placering         |     |    |    | 4  | 5  | 6  | 7  | 8  | 9  | 10 |
| Samlet klassement | 100 | 80 | 70 | 60 | 50 | 40 | 30 | 20 | 10 | 4  |
| Etape             | 6   | 4  | 2  | 1  | 1  |    |    |    |    |    |

| #  | Rytter              | Hold               | Points |
| -- | ------------------- | ------------------ | ------ |
| 1  | Tom-Jelte Slagter   | Blanco Pro Cycling | 111    |
| 2  | Javier Moreno       | Movistar Team      | 86     |
| 3  | Geraint Thomas      | Team Sky           | 77     |
| 4  | Ion Izagirre        | Euskaltel-Euskadi  | 61     |
| 5  | Ber Hermanns        | RadioShack-Leopard | 52     |
| 6  | Wilco Kelderman     | Blanco Pro Cycling | 40     |
| 7  | Gorka Izagirre      | Euskaltel-Euskadi  | 30     |
| 8  | Daniele Pietropolli | Lampre-Merida      | 20     |
| 9  | André Greipel       | Lotto-Belisol      | 18     |
| 10 | Tiago Machado       | RadioShack-Leopard | 11     |

## Ryttere
| Orica-GreenEDGE OGE | Orica-GreenEDGE OGE                     | Orica-GreenEDGE OGE |
| ------------------- | --------------------------------------- | ------------------- |
| Num                 | Rytter                                  | Pos                 |
| 1                   | Simon Gerrans (AUS)                     |                     |
| 2                   | Luke Durbridge (AUS) → Australsk mester |                     |
| 3                   | Daryl Impey (RSA)                       |                     |
| 4                   | Matthew Goss (AUS)                      |                     |
| 5                   | Simon Clarke (AUS)                      |                     |
| 6                   | Jens Mouris (HOL)                       |                     |
| 7                   | Stuart O'Grady (AUS)                    |                     |

| BMC Racing Team BMC | BMC Racing Team BMC      | BMC Racing Team BMC |
| ------------------- | ------------------------ | ------------------- |
| Num                 | Rytter                   | Pos                 |
| 11                  | Philippe Gilbert (BEL) → |                     |
| 13                  | Ivan Santaromita (ITA)   |                     |
| 14                  | Martin Kohler (SUI) →    |                     |
| 15                  | Klaas Lodewyck (BEL)     |                     |
| 16                  | Amaël Moinard (FRA)      |                     |
| 17                  | Steve Morabito (SUI)     |                     |
| 18                  | Danilo Wyss (SUI)        |                     |

| Lotto-Belisol LTB | Lotto-Belisol LTB       | Lotto-Belisol LTB |
| ----------------- | ----------------------- | ----------------- |
| Num               | Rytter                  | Pos               |
| 21                | André Greipel (TYS)     |                   |
| 22                | Adam Hansen (AUS)       |                   |
| 23                | Olivier Kaisen (BEL)    |                   |
| 24                | Gregory Henderson (NZL) |                   |
| 25                | Jürgen Roelandts (BEL)  |                   |
| 26                | Marcel Sieberg (GER)    |                   |
| 27                | Tim Wellens (BEL)       |                   |

| Team Sky SKY | Team Sky SKY                              | Team Sky SKY |
| ------------ | ----------------------------------------- | ------------ |
| Num          | Rytter                                    | Pos          |
| 31           | Edvald Boasson Hagen (NOR) → Norsk mester | 33           |
| 32           | Bernhard Eisel (AUT)                      |              |
| 33           | Luke Rowe (GBR)                           |              |
| 34           | Mathew Hayman (AUS)                       | 43           |
| 35           | Ian Stannard (GBR) →                      | 68           |
| 36           | Christopher Sutton (AUS)                  |              |
| 37           | Geraint Thomas (GBR)                      |              |

| RadioShack-Leopard RLT | RadioShack-Leopard RLT | RadioShack-Leopard RLT |
| ---------------------- | ---------------------- | ---------------------- |
| Num                    | Rytter                 | Pos                    |
| 41                     | Andy Schleck (LUX)     |                        |
| 42                     | George Bennett (NZL)   |                        |
| 43                     | Laurent Didier (LUX) → |                        |
| 44                     | Ben Hermans (BEL)      |                        |
| 45                     | Tiago Machado (POR)    |                        |
| 46                     | Jesse Sergent (NZL)    |                        |
| 47                     | Jens Voigt (TYS)       | 66                     |

| Garmin-Sharp GRS | Garmin-Sharp GRS                          | Garmin-Sharp GRS |
| ---------------- | ----------------------------------------- | ---------------- |
| Num              | Rytter                                    | Pos              |
| 51               | Tyler Farrar (USA)                        |                  |
| 52               | Nathan Haas (AUS)                         |                  |
| 53               | Jack Bauer (NZL)                          |                  |
| 54               | Lachlan Morton (AUS)                      |                  |
| 55               | Robert Hunter (RSA) → Sydafrikansk mester |                  |
| 56               | Rohan Dennis (AUS)                        |                  |
| 57               | Steele Von Hoff (AUS)                     |                  |

| Team Saxo-Tinkoff TST | Team Saxo-Tinkoff TST         | Team Saxo-Tinkoff TST |
| --------------------- | ----------------------------- | --------------------- |
| Num                   | Rytter                        | Pos                   |
| 61                    | Chris Anker Sørensen (DAN)    | 21                    |
| 62                    | Takashi Miyazawa (JPN)        | 96                    |
| 63                    | Jay McCarthy (AUS)            | 56                    |
| 64                    | Christopher Juul Jensen (DAN) | 100                   |
| 65                    | Manuele Boaro (ITA)           | 109                   |
| 66                    | Jonathan Cantwell (AUS)       | 47                    |
| 67                    | Timothy Duggan (USA) →        | AB3                   |

| Blanco Pro Cycling BLA | Blanco Pro Cycling BLA   | Blanco Pro Cycling BLA |
| ---------------------- | ------------------------ | ---------------------- |
| Num                    | Rytter                   | Pos                    |
| 71                     | Jack Bobridge (AUS)      |                        |
| 72                     | Graeme Brown (AUS)       | 114                    |
| 73                     | Wilco Kelderman (HOL)    | 6                      |
| 74                     | Mark Renshaw (AUS)       | 85                     |
| 75                     | Tom-Jelte Slagter (HOL)  |                        |
| 76                     | David Tanner (AUS)       |                        |
| 77                     | Maarten Tjallingii (HOL) |                        |

| Astana Pro Team AST | Astana Pro Team AST     | Astana Pro Team AST |
| ------------------- | ----------------------- | ------------------- |
| Num                 | Rytter                  | Pos                 |
| 81                  | Andrea Guardini (ITA)   |                     |
| 82                  | Maxim Iglinsky (KAZ)    |                     |
| 83                  | Valerio Agnoli (ITA)    |                     |
| 84                  | Andrey Kashechkin (KAZ) |                     |
| 85                  | Simone Ponzi (ITA)      |                     |
| 86                  | Enrico Gasparotto (ITA) |                     |
| 87                  | Jacopo Guarnieri (ITA)  |                     |

| Movistar Team MOV | Movistar Team MOV         | Movistar Team MOV |
| ----------------- | ------------------------- | ----------------- |
| Num               | Rytter                    | Pos               |
| 91                | José Joaquín Rojas (SPA)  |                   |
| 92                | Andrey Amador (CRC)       |                   |
| 93                | Eros Capecchi (ITA)       |                   |
| 94                | José Iván Gutiérrez (SPA) |                   |
| 95                | José Herrada (SPA)        |                   |
| 96                | Javier Moreno (SPA)       |                   |
| 97                | Giovanni Visconti (ITA)   |                   |

| Vacansoleil-DCM VCD | Vacansoleil-DCM VCD     | Vacansoleil-DCM VCD |
| ------------------- | ----------------------- | ------------------- |
| Num                 | Rytter                  | Pos                 |
| 101                 | Thomas De Gendt (BEL)   | 78                  |
| 102                 | Willem Wauters (BEL)    | 81                  |
| 103                 | Tomasz Marczyński (POL) | 125                 |
| 104                 | Barry Markus (HOL)      | 119                 |
| 105                 | Boy van Poppel (HOL)    | 121                 |
| 106                 | Rafael Valls (SPA)      |                     |
| 107                 | Kenny van Hummel (HOL)  | 120                 |

| Ag2r-La Mondiale ALM | Ag2r-La Mondiale ALM                          | Ag2r-La Mondiale ALM |
| -------------------- | --------------------------------------------- | -------------------- |
| Num                  | Rytter                                        | Pos                  |
| 111                  | Jauhen Hutarovitj (BLR) → Hviderussisk mester |                      |
| 112                  | Mikaël Cherel (FRA)                           | 18                   |
| 113                  | Davide Appollonio (ITA)                       |                      |
| 114                  | Gediminas Bagdonas (LTU) →                    |                      |
| 115                  | Guillaume Bonnafond (FRA)                     |                      |
| 116                  | Julian Kern (TYS)                             |                      |
| 117                  | Blel Kadri (FRA)                              |                      |

| Lampre-Merida LAM | Lampre-Merida LAM         | Lampre-Merida LAM |
| ----------------- | ------------------------- | ----------------- |
| Num               | Rytter                    | Pos               |
| 121               | Matthew Lloyd (AUS)       | 84                |
| 122               | Davide Cimolai (ITA)      | 79                |
| 123               | Elia Favilli (ITA)        | 45                |
| 124               | Roberto Ferrari (ITA)     | 123               |
| 125               | Manuele Mori (ITA)        |                   |
| 126               | Daniele Pietropolli (ITA) |                   |
| 127               | Simone Stortoni (ITA)     | 57                |

| FDJ | FDJ                     | FDJ |
| --- | ----------------------- | --- |
| Num | Rytter                  | Pos |
| 131 | William Bonnet (FRA)    | 86  |
| 132 | Jussi Veikkanen (FIN)   |     |
| 133 | Arnaud Courteille (FRA) |     |
| 134 | Mickaël Delage (FRA)    | 42  |
| 135 | Arnaud Démare (FRA)     | 37  |
| 136 | Kenny Elissonde (FRA)   | 13  |
| 137 | Laurent Mangel (FRA)    |     |

| Omega Pharma-Quick Step OPQ | Omega Pharma-Quick Step OPQ | Omega Pharma-Quick Step OPQ |
| --------------------------- | --------------------------- | --------------------------- |
| Num                         | Rytter                      | Pos                         |
| 141                         | Andrew Fenn (TYS)           |                             |
| 142                         | Bert Grabsch (TYS)          | 46                          |
| 143                         | Serge Pauwels (BEL)         |                             |
| 144                         | Jérôme Pineau (FRA)         | 40                          |
| 145                         | František Raboň (CZE)       |                             |
| 146                         | Gert Steegmans (BEL)        |                             |
| 147                         | Peter Velits (SVK)          | 22                          |

| Euskaltel-Euskadi EUS | Euskaltel-Euskadi EUS  | Euskaltel-Euskadi EUS |
| --------------------- | ---------------------- | --------------------- |
| Num                   | Rytter                 | Pos                   |
| 151                   | Gorka Izagirre (SPA)   |                       |
| 152                   | Jon Aberasturi (SPA)   |                       |
| 153                   | Juan José Oroz (SPA)   |                       |
| 154                   | Mikel Astarloza (SPA)  |                       |
| 155                   | Garikoitz Bravo (SPA)  |                       |
| 156                   | Ion Izagirre (SPA)     |                       |
| 157                   | Juan José Lobato (SPA) |                       |

| Argos-Shimano ARG | Argos-Shimano ARG     | Argos-Shimano ARG |
| ----------------- | --------------------- | ----------------- |
| Num               | Rytter                | Pos               |
| 161               | Marcel Kittel (TYS)   |                   |
| 162               | Jonas Ahlstrand (SWE) |                   |
| 163               | William Clarke (AUS)  |                   |
| 164               | Koen de Kort (HOL)    |                   |
| 165               | Yann Huguet (FRA)     |                   |
| 166               | Thierry Hupond (FRA)  |                   |
| 167               | Albert Timmer (HOL)   |                   |

| Cannondale CAN | Cannondale CAN          | Cannondale CAN |
| -------------- | ----------------------- | -------------- |
| Num            | Rytter                  | Pos            |
| 171            | Stefano Agostini (ITA)  |                |
| 172            | Cristiano Salerno (ITA) | 27             |
| 173            | Cameron Wurf (AUS)      | 63             |
| 174            | Federico Canuti (ITA)   |                |
| 175            | Alan Marangoni (ITA)    |                |
| 176            | Juraj Sagan (SVK)       |                |
| 177            | Brian Vandborg (DAN)    | 64             |

| UniSA-Australia UNI | UniSA-Australia UNI      | UniSA-Australia UNI |
| ------------------- | ------------------------ | ------------------- |
| Num                 | Rytter                   | Pos                 |
| 181                 | Adam Phelan (AUS)        |                     |
| 182                 | Zakkari Dempster (AUS)   |                     |
| 183                 | Anthony Giacoppo (AUS)   |                     |
| 184                 | Damien Howson (AUS)      |                     |
| 185                 | Jordan Kerby (AUS)       |                     |
| 186                 | Bernard Sulzberger (AUS) |                     |
| 187                 | Calvin Watson (AUS)      |                     |